# Liste der Naturdenkmale in Korntal-Münchingen
| Naturdenkmale | Anzahl |
| ------------- | ------ |
| FND           | 6      |
| END           | 7      |
| Gesamt        | 13     |

Die Liste der Naturdenkmale in Korntal-Münchingen nennt die verordneten Naturdenkmale (ND) der im baden-württembergischen Landkreis Ludwigsburg liegenden Stadt Korntal-Münchingen. In Korntal-Münchingen gibt es insgesamt dreizehn als Naturdenkmal geschützte Objekte, davon sind sechs flächenhafte Naturdenkmale (FND) und sieben Einzelgebilde-Naturdenkmale (END).
Stand: 30. Oktober 2016.

## Flächenhafte Naturdenkmale (FND)
| Name                              | Bild | Kennung     | Einzelheiten       | Position | Fläche Hektar | Datum        |
| --------------------------------- | ---- | ----------- | ------------------ | -------- | ------------- | ------------ |
| Baumgruppe „Kaiserstein“          | BW   | 81180800006 | Korntal-Münchingen | ⊙        | 0,1           | 7. Juli 1989 |
| Birkengraben                      | BW   | 81180800016 | Korntal-Münchingen | ⊙        | 0,6           | 2. Apr. 1993 |
| Hecke im Gschnait                 | BW   | 81180800011 | Korntal-Münchingen | ⊙        | 0,5           | 2. Apr. 1993 |
| Hohlwege am Kallenberg            | BW   | 81180800015 | Korntal-Münchingen | ⊙        | 3,2           | 2. Apr. 1993 |
| Pflanzenstandort beim Surrlesrain | BW   | 81180800009 | Korntal-Münchingen | ⊙        | 0,9           | 7. Juli 1989 |
| Seele                             | BW   | 81180800008 | Korntal-Münchingen | ⊙        | 0,6           | 7. Juli 1989 |
| Legende für Naturdenkmal          |      |             |                    |          |               |              |

## Einzelgebilde (END)
| Name                                              | Bild | Kennung     | Einzelheiten       | Position | Fläche Hektar | Datum        |
| ------------------------------------------------- | ---- | ----------- | ------------------ | -------- | ------------- | ------------ |
| Baumgruppe (1 Trauerweide,2 Stieleichen, 1 Esche) | BW   | 81180800013 | Korntal-Münchingen | ⊙        | 0,0           | 2. Apr. 1993 |
| 1 Kopfweide                                       | BW   | 81180800017 | Korntal-Münchingen | ⊙        | 0,0           | 2. Apr. 1993 |
| 1 Mostbirnbaum                                    | BW   | 81180800002 | Korntal-Münchingen | ⊙        | 0,0           | 7. Juli 1989 |
| 1 Mostbirnbaum                                    |      | 81180800009 | Korntal-Münchingen | ???      | 0,0           | 2. Apr. 1993 |
| 1 Roßkastanie                                     |      | 81180800001 | Korntal-Münchingen | ⊙        | 0,0           | 7. Aug. 2009 |
| 1 Roßkastanie                                     | BW   | 81180800012 | Korntal-Münchingen | ⊙        | 0,0           | 2. Apr. 1993 |
| 1 Sommerlinde "Flattichlinde"                     | BW   | 81180800010 | Korntal-Münchingen | ⊙        | 0,0           | 7. Juli 1989 |
| Legende für Naturdenkmal                          |      |             |                    |          |               |              |